# Nissan Laurel
Der Nissan Laurel ist ein von Frühjahr 1968 bis Ende 2002 in acht Generationen produziertes Fahrzeug der oberen Mittelklasse des japanischen Automobilherstellers Nissan. Er war ursprünglich von Prince entwickelt worden und gelangte nach der Prince-Übernahme durch Nissan als Nissan auf den Markt.
Einige Generationen wurden von 1977 bis 1989 als Datsun Laurel oder Datsun 1800 sowie später als Nissan Laurel nach Europa exportiert.

## Laurel (C30, 1968–1972)
Im April 1968 präsentierte Nissan den neuen, technisch mit dem ebenfalls von Prince entwickelten Nissan Skyline verwandten Laurel in den Ausführungen de Luxe und Super de Luxe als viertürige Limousine mit 1,8-Liter-Vierzylindermotor und hinterer Einzelradaufhängung.
Im Sommer 1970 kam ein zweitüriges Hardtop-Coupé hinzu, während im Sommer 1971 ein Zweilitermotor folgte.

## Laurel (C130, 1972–1977)
Im April 1972 erschien die zweite Generation, die wiederum als viertürige Limousine und zweitüriges Hardtop-Coupé verfügbar war. Die Limousine besaß nun eine blattgefederte starre Hinterachse, während das Coupé weiterhin einzeln aufgehängte Hinterräder hatte. Zu den bekannten Vierzylindern mit 1,8 und 2,0 Litern Hubraum kam ein Zweiliter-Sechszylinder hinzu.
Ab Oktober 1973 gab es zusätzlich einen 2,6-Liter-Reihensechszylinder, der Ende 1975 durch einen 2,8 l ersetzt wurde.

## Laurel (C230/C231, 1977–1980)
Im Januar 1977 erfolgte der nächste Modellwechsel. Der Laurel wurde erstmals auch als pfostenlose viertürige Hardtop-Limousine angeboten, wobei die reguläre Limousine und das Coupé im Angebot blieben.
Für Vortrieb sorgten wahlweise ein 1,8-Liter-Vierzylinder, ein Zweiliter-Reihensechszylinder mit Vergasern oder Einspritzung, ein 2,8-Liter-Sechszylinder oder ein Zweiliter-Dieselvierzylinder. Im Herbst 1978 erhielt der Laurel im Zuge einer Modellpflege eckige anstatt der runden Doppelscheinwerfer.

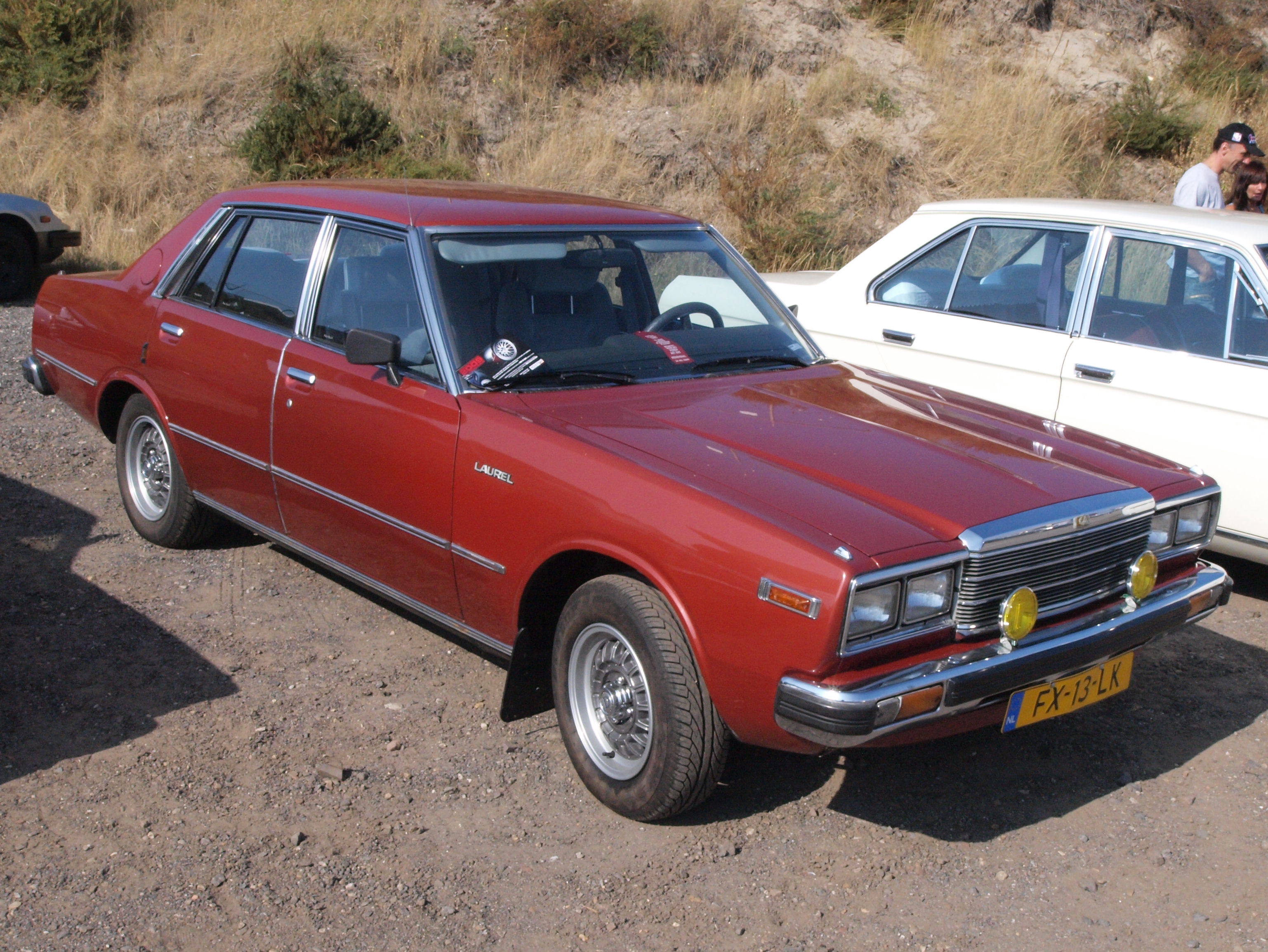
Nissan Laurel 240L (1978–1980)

Dieser Laurel wurde mit einem gewissen Erfolg auch in Deutschland angeboten. Ab der IAA 1977 wurde der Laurel unter der Bezeichnung Datsun 200 L als Limousine und Coupé zu Preisen von 14.490 bis 15.490 DM mit Zweiliter-Reihensechszylinder (71 kW/96 PS) mit reichhaltiger Ausstattung angeboten. Diese frühen Deutschland-Modelle entsprachen optisch dem Laurel C230 und trugen runde Doppelscheinwerfer.
Im Mai 1979 wurde der 200 L durch den Datsun Laurel der Baureihe C231 (eckige Doppelscheinwerfer) ersetzt, der von dem aus dem Datsun 240K-GT und dem Datsun 240Z bekannten 2,4-Liter-Sechszylinder (hier mit 83 kW/113 PS) angetrieben wurde. Ferner existierten noch die Bezeichnungen „Laurel 180L/200L/240L/280L“.
| Nissan Laurel                 | 1800 | 2000 (EU) | 2400 (EU) | 2600 (EU) | 2800 (EU) | Diesel |
| ----------------------------- | --- | --- | --- | --- | --- | --- |
| Motor:                        | 4-Zylinder-Reihenmotor (Viertakt) | 6-Zylinder-Reihenmotor (Viertakt) | 6-Zylinder-Reihenmotor (Viertakt) | 6-Zylinder-Reihenmotor (Viertakt) | 6-Zylinder-Reihenmotor (Viertakt) | 4-Zylinder-Reihenmotor (Viertakt) |
| Hubraum:                      | 1770 cm³ | 1998 cm³ | 2393 cm³ | 2565 cm³ | 2753 cm³ | 1991 cm³ |
| Motortyp:                     | L18 | L20 | L24 | L26 | L28 | SD20 |
| Bohrung × Hub:                | 85 mm × 78 mm | 78 mm × 69,7 mm | 83 mm × 73,7 mm | 83 mm × 79 mm | 86 mm × 79 mm | 83 mm × 92 mm |
| Leistung bei 1/min:           | 77 kW (105 SAE-PS) bei 6000 | 71,5 kW (97 PS) bei 5600 | 83 kW (113 PS) bei 5000 | 87 kW (118 PS) bei 5200 | 92 kW (125 PS) bei 4800 | 44 kW (60 PS) bei 4000 |
| max. Drehmoment bei 1/min:    | 147 Nm bei 3600 | 135 Nm bei 3600 | 179 Nm bei 3600 | 179 Nm bei 3200 | 221 Nm bei 3600 | 128 Nm bei 1800 |
| Verdichtung:                  | 8,5:1 | 8,6:1 | 8,6:1 | 8,6:1 | 8,3:1 | 20,0:1 |
| Gemischaufbereitung:          | 1 Fallstrom-Registervergaser | 1 Fallstrom-Registervergaser | 1 Fallstrom-Registervergaser | 1 Fallstrom-Registervergaser | 1 Fallstrom-Registervergaser | Diesel-Einspritzpumpe |
| Ventilsteuerung:              | OHC, Antrieb über Kette | OHC, Antrieb über Kette | OHC, Antrieb über Kette | OHC, Antrieb über Kette | OHC, Antrieb über Kette | Seitliche Nockenwelle, Antrieb über Zahnriemen                                                                                                |
| Kühlung:                      | Wasserkühlung | Wasserkühlung | Wasserkühlung | Wasserkühlung | Wasserkühlung | Wasserkühlung |
| Getriebe:                     | 3-, 4- oder 5-Gang-Getriebe optional Dreistufen-Automatik Hinterradantrieb                                                                    | 3-, 4- oder 5-Gang-Getriebe optional Dreistufen-Automatik Hinterradantrieb                                                                    | 3-, 4- oder 5-Gang-Getriebe optional Dreistufen-Automatik Hinterradantrieb                                                                    | 3-, 4- oder 5-Gang-Getriebe optional Dreistufen-Automatik Hinterradantrieb                                                                    | 3-, 4- oder 5-Gang-Getriebe optional Dreistufen-Automatik Hinterradantrieb                                                                    | 3-, 4- oder 5-Gang-Getriebe optional Dreistufen-Automatik Hinterradantrieb                                                                    |
| Radaufhängung vorn:           | Federbeinachse, Querlenker, Zugstreben, Schraubenfedern, Stabilisator                                                                         | Federbeinachse, Querlenker, Zugstreben, Schraubenfedern, Stabilisator                                                                         | Federbeinachse, Querlenker, Zugstreben, Schraubenfedern, Stabilisator                                                                         | Federbeinachse, Querlenker, Zugstreben, Schraubenfedern, Stabilisator                                                                         | Federbeinachse, Querlenker, Zugstreben, Schraubenfedern, Stabilisator                                                                         | Federbeinachse, Querlenker, Zugstreben, Schraubenfedern, Stabilisator                                                                         |
| Radaufhängung hinten:         | Starrachse, Längs- und Querlenker, Schraubenfedern Coupé und Hardtop-Limousine: Einzelradaufhängung mit Dreieckschräglenkern, Schraubenfedern | Starrachse, Längs- und Querlenker, Schraubenfedern Coupé und Hardtop-Limousine: Einzelradaufhängung mit Dreieckschräglenkern, Schraubenfedern | Starrachse, Längs- und Querlenker, Schraubenfedern Coupé und Hardtop-Limousine: Einzelradaufhängung mit Dreieckschräglenkern, Schraubenfedern | Starrachse, Längs- und Querlenker, Schraubenfedern Coupé und Hardtop-Limousine: Einzelradaufhängung mit Dreieckschräglenkern, Schraubenfedern | Starrachse, Längs- und Querlenker, Schraubenfedern Coupé und Hardtop-Limousine: Einzelradaufhängung mit Dreieckschräglenkern, Schraubenfedern | Starrachse, Längs- und Querlenker, Schraubenfedern Coupé und Hardtop-Limousine: Einzelradaufhängung mit Dreieckschräglenkern, Schraubenfedern |
| Bremsen:                      | Scheibenbremsen vorne, Trommelbremsen hinten, Bremskraftverstärker Basislimousine mit Vierrad-Trommelbremsen                                  | Scheibenbremsen vorne, Trommelbremsen hinten, Bremskraftverstärker Basislimousine mit Vierrad-Trommelbremsen                                  | Scheibenbremsen vorne, Trommelbremsen hinten, Bremskraftverstärker Basislimousine mit Vierrad-Trommelbremsen                                  | Scheibenbremsen vorne, Trommelbremsen hinten, Bremskraftverstärker Basislimousine mit Vierrad-Trommelbremsen                                  | Scheibenbremsen vorne, Trommelbremsen hinten, Bremskraftverstärker Basislimousine mit Vierrad-Trommelbremsen                                  | Scheibenbremsen vorne, Trommelbremsen hinten, Bremskraftverstärker Basislimousine mit Vierrad-Trommelbremsen                                  |
| Lenkung:                      | Kugelumlauflenkung | Kugelumlauflenkung | Kugelumlauflenkung | Kugelumlauflenkung | Kugelumlauflenkung | Kugelumlauflenkung |
| Karosserie:                   | Stahlblech, selbsttragend | Stahlblech, selbsttragend | Stahlblech, selbsttragend | Stahlblech, selbsttragend | Stahlblech, selbsttragend | Stahlblech, selbsttragend |
| Spurweite vorn/hinten:        | 1380/1370 mm | 1380/1370 mm | 1380/1370 mm | 1380/1370 mm | 1380/1370 mm | 1380/1370 mm |
| Radstand:                     | 2670 mm | 2670 mm | 2670 mm | 2670 mm | 2670 mm | 2670 mm |
| Abmessungen:                  | 4500–4525 mm × 1670–1685 mm × 1395–1405 mm | 4500–4525 mm × 1670–1685 mm × 1395–1405 mm | 4500–4525 mm × 1670–1685 mm × 1395–1405 mm | 4500–4525 mm × 1670–1685 mm × 1395–1405 mm | 4500–4525 mm × 1670–1685 mm × 1395–1405 mm | 4500–4525 mm × 1670–1685 mm × 1395–1405 mm |
| Leergewicht:                  | 1110–1140 kg | 1170–1240 kg | 1240–1290 kg | 1240–1290 kg | 1240–1290 kg | 1200–1215 kg |
| Höchstgeschwindigkeit (Werk): | 160–165 km/h | 165–180 km/h | 175–185 km/h | 175–185 km/h | 175–185 km/h | 110–120 km/h |
| 0–100 km/h:                   | nicht angegeben | nicht angegeben | nicht angegeben | nicht angegeben | nicht angegeben | nicht angegeben |
| Verbrauch (Liter/100 km):     | ca. 10–14 | ca. 12–16 | ca. 12–17 S | ca. 12–17 S | ca. 12–17 S | n. a. |

## Laurel (C31, 1980–1984)
Auch der im November 1980 eingeführte Laurel (C31) stieß als preiswerter Sechszylinderwagen in Europa auf eine gewisse Resonanz. Die neue Karosserie mit je drei Seitenfenstern und angeschrägter Frontpartie zeigte Ähnlichkeit mit dem Opel Senator. Basismotor war weiterhin der 1,8-Liter-Vierzylinder, darüber rangierten ein Zweiliter-Vierzylinder, ein Zweiliter-Sechszylinder (auch als Turbo lieferbar), ein 2,4 Liter großer Reihensechszylinder und Dieselmotoren von 2,0 und 2,8 Litern Hubraum. Das Coupé entfiel, im Programm blieben viertürige Limousinen mit oder ohne B-Säulen.
In Deutschland wurde der Laurel ab Mai 1981 unter dem Markennamen Datsun mit Sechszylinder-Benzinmotoren (2 oder 2,4 Liter, 71 bis 83 kW/96 bis 113 PS) oder dem 2,8-Liter-Diesel (60 kw/82 PS) verkauft; die Preise beliefen sich anfangs von 16.895 bis 21.095 DM.

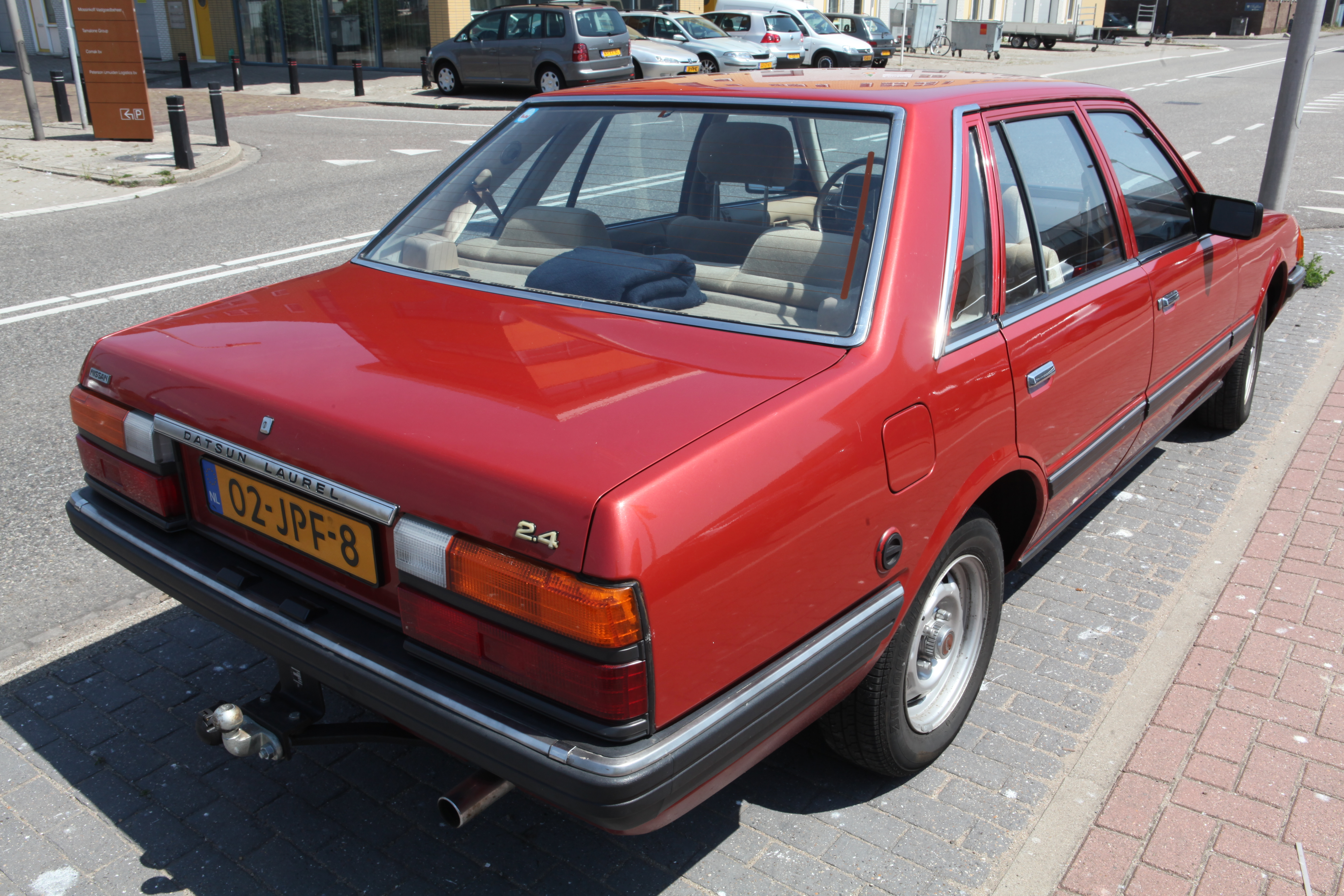
Datsun Laurel (1982)

Im Herbst 1983 entfiel der Zweiliter, die Leistung des 2,4-Liters wurde auf 88 kW/120 PS angehoben, zugleich erfolgte die Umbenennung in Nissan Laurel. In Kombination mit dem 2,4-Liter-Benziner und dem 2,8-Liter-Diesel wurde obligatorisch eine höherwertige Ausstattung mit unter anderem elektrischen Fensterhebern an allen vier Türen, Zentralverriegelung, Servolenkung, Scheinwerfer-Wischwaschanlage und hochwertigen Velours-Sitzpolstern geliefert. Gegen Aufpreis gab es, auch für den Diesel, ein Dreistufen- (ab 1983: 4-Stufen-)Automatikgetriebe sowie ein elektrisches Stahlschiebedach und Metalliclackierung. Leichtmetallräder und eine Klimaanlage konnten auf Wunsch vom Vertragshändler mit Originalteilen aus Japan, wo es diese Ausstattung bereits ab Werk gab, nachgerüstet werden.
Zu dieser Zeit war der 2,8-l-Sechszylinder-Diesel in Deutschland in dieser Fahrzeugklasse sowohl preislich als auch ausstattungsmäßig eine absolute Ausnahme. Lediglich der 524d von BMW oder die 240-Reihe von Volvo konnten eine ähnliche Motorisierung anbieten, allerdings zu erheblich höheren Preisen.
Die Fahrleistungen sowie der Verbrauch des C31 lagen beim 2,4-l-6-Zylindervergasermotor mit 5-Gang-Schaltgetriebe bei ca. 172 km/h und 12,5 l/100 km Normalbenzin (3-Stufen-Automatik: 165 km/h, 13,5 l/100 km; 4-Stufen-Automatik: 165 km/h; bei ca. 12,8 l/100 km). Der 2,8-l-Diesel mit 5-Gang-Schaltgetriebe erreichte 160 km/h bei ca. 9,0 l/100 km Dieselkraftstoff (3-Stufen-Automatik: 155 km/h bei ca. 9,5 l/100 km, mit der später lieferbaren 4-Stufen-Automatik: 155 km/h bei ca. 9,2 l/100 km) Die 4-Stufen-Automatik brachte außer einem geringeren Verbrauch sowohl beim Benziner als auch beim Diesel eine erhebliche Geräuschverringerung bei niedrigeren Motordrehzahlen mit sich, was den Komfort spürbar verbesserte.
Die Top-Version des Laurel leistete 114 kW/155 PS.

## Laurel (C32, 1984–1989)

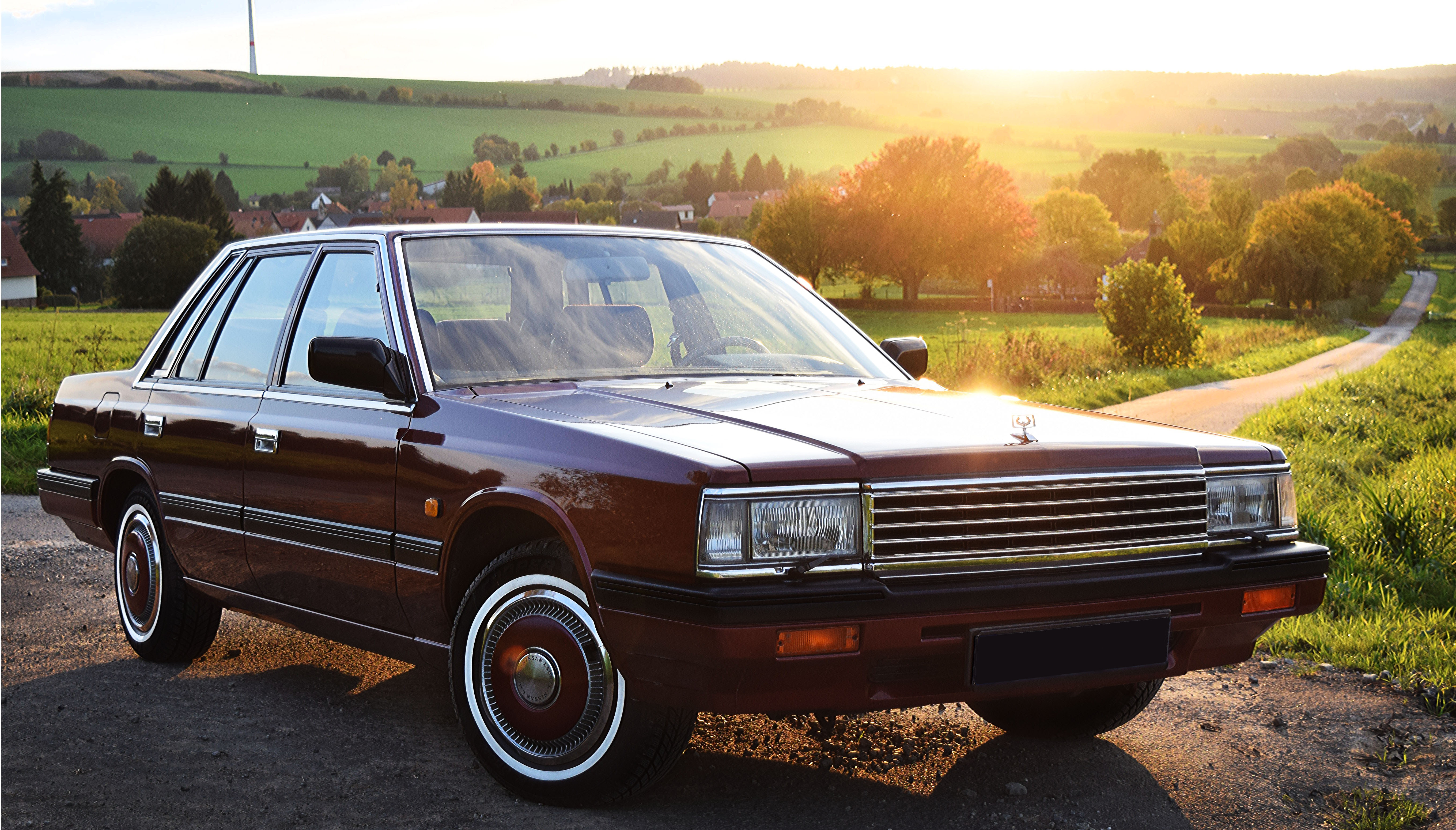
Nissan Laurel (1984–1987)

Der im Oktober 1984 vorgestellte Laurel (C32) wurde durch Osamu Ito betont kantig gestaltet. Er war zudem die letzte Ausführung, die in größerem Umfang exportiert wurde.
Auch hier wurden ausschließlich viertürige Limousinen und Hardtop-Limousinen angeboten. Im C32 gab es den 1,8-Liter-Vierzylinder, Sechszylindermotoren von 2,0, 2,4 und 3,0 Litern Hubraum und den 2,8-Liter-R6-Dieselmotor. Der 2,4-Liter-R6 mit 94 kW (128 PS) im Nissan Laurel GL und SGL erreichte 190 km/h. Von 0 auf 100 km/h beschleunigte diese Variante des Laurels innerhalb von 10,8 Sekunden.
Der Nissan Laurel SGX hatte einen 3,0 Liter großen VG30E bzw. VG30S V6-Motor mit 109 kW (148 PS) bzw. 115 kW (156 PS) bei 5200/min, wobei die 1380 kg schwere Limousine 207 km/h erreichte und innerhalb von 8,9 Sekunden von 0 auf 100 km/h beschleunigte. Das maximale Drehmoment betrug 235 Nm. Der Verbrauch des 3,0-Liter-6-Zylinders lag im Schnitt bei 11,4 Litern.
Der am stärksten motorisierte Laurel C32 hatte einen 2,0-Liter-Reihensechszylinder-Turbomotor (RB20DET) mit 129 kW (175 PS) und erreichte mehr als 210 km/h.
Anfang 1986 kam der Laurel C32 auch in Deutschland auf den Markt. Zur Wahl standen der bekannte 2,4-Liter-Reihensechszylinder, jetzt mit Einspritzung und 94 kW (128 PS) sowie der 2,8-Liter-Diesel mit anfangs unveränderter Leistung, später mit 66 kW (90 PS). Die Preise beliefen sich bei Einführung auf 23.795 DM (Benziner) und 25.695 DM (Diesel).
Die Serienausstattung enthielt unter anderem ein elektrisch gesteuertes Stahlschiebedach, Servolenkung, Zentralverriegelung, zwei elektrisch verstellbare Außenspiegel, höhenverstellbare Fahrersitze, eine Scheinwerfer-Wischanlage, automatisch versenkbare Intervallscheibenwischer und ein 5-Gang-Getriebe, gegen Aufpreis auch ein 4-Stufen-Automatikgetriebe mit Overdrive. Wahlweise gab es auch die Möglichkeit für eine Klimaanlage.
Der Laurel 3.0 V6 SGX hatte zudem noch ein elektronisches Fahrstabilisierungssystem, ein Stimmwarnsystem, Höhenkontrolle, eine serienmäßige Klimaanlage, eine Sitzheizung, einen Tempomat, eine elektrisch gesteuerte Belüftung sowie eine Alarmanlage. Auch gab es die Version des Laurel 3.0 SGX mit Katalysator.

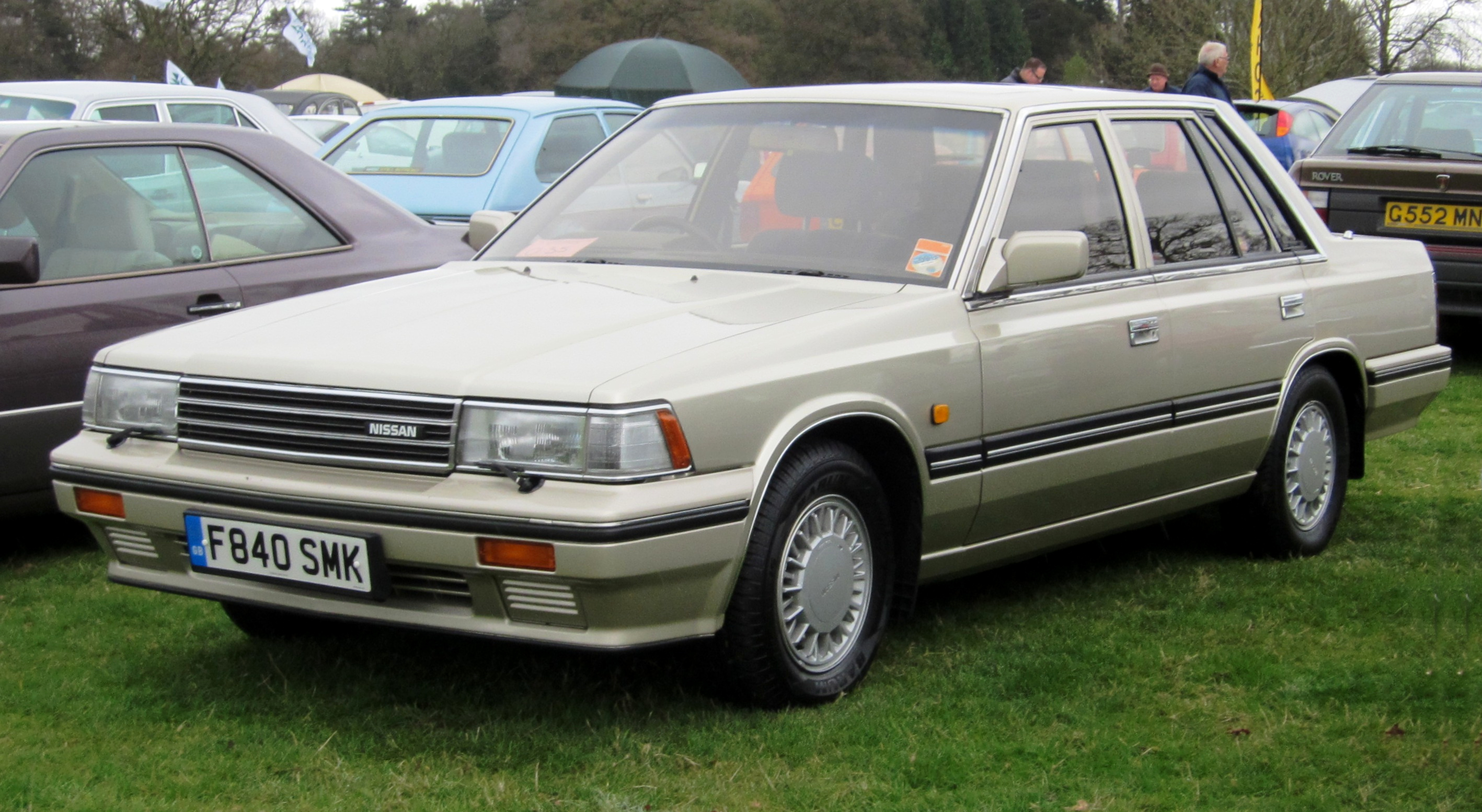
Nissan Laurel (1987–1989)

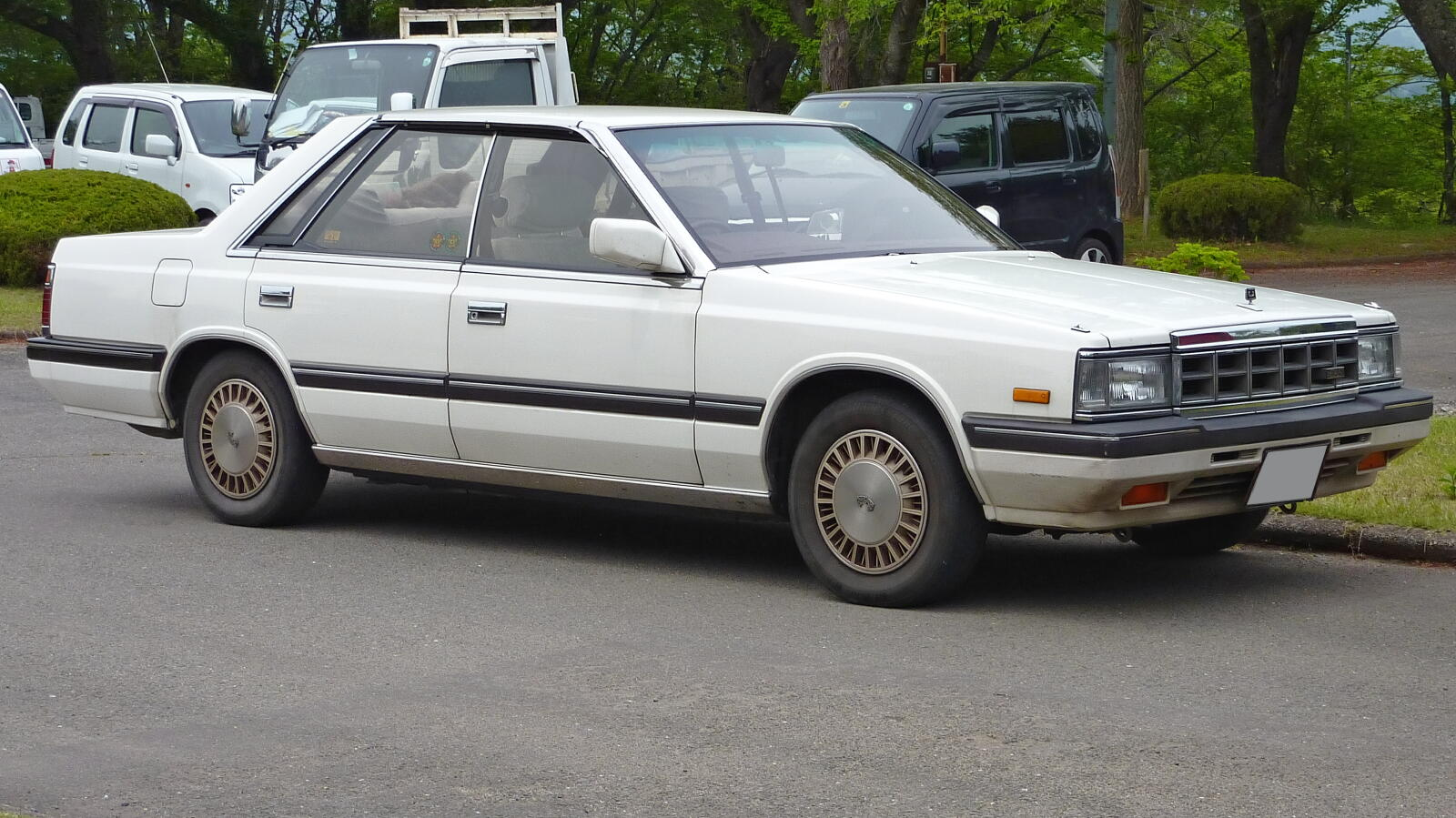
Hardtop-Limousine mit gekappter B-Säule und rahmenlosen Scheiben

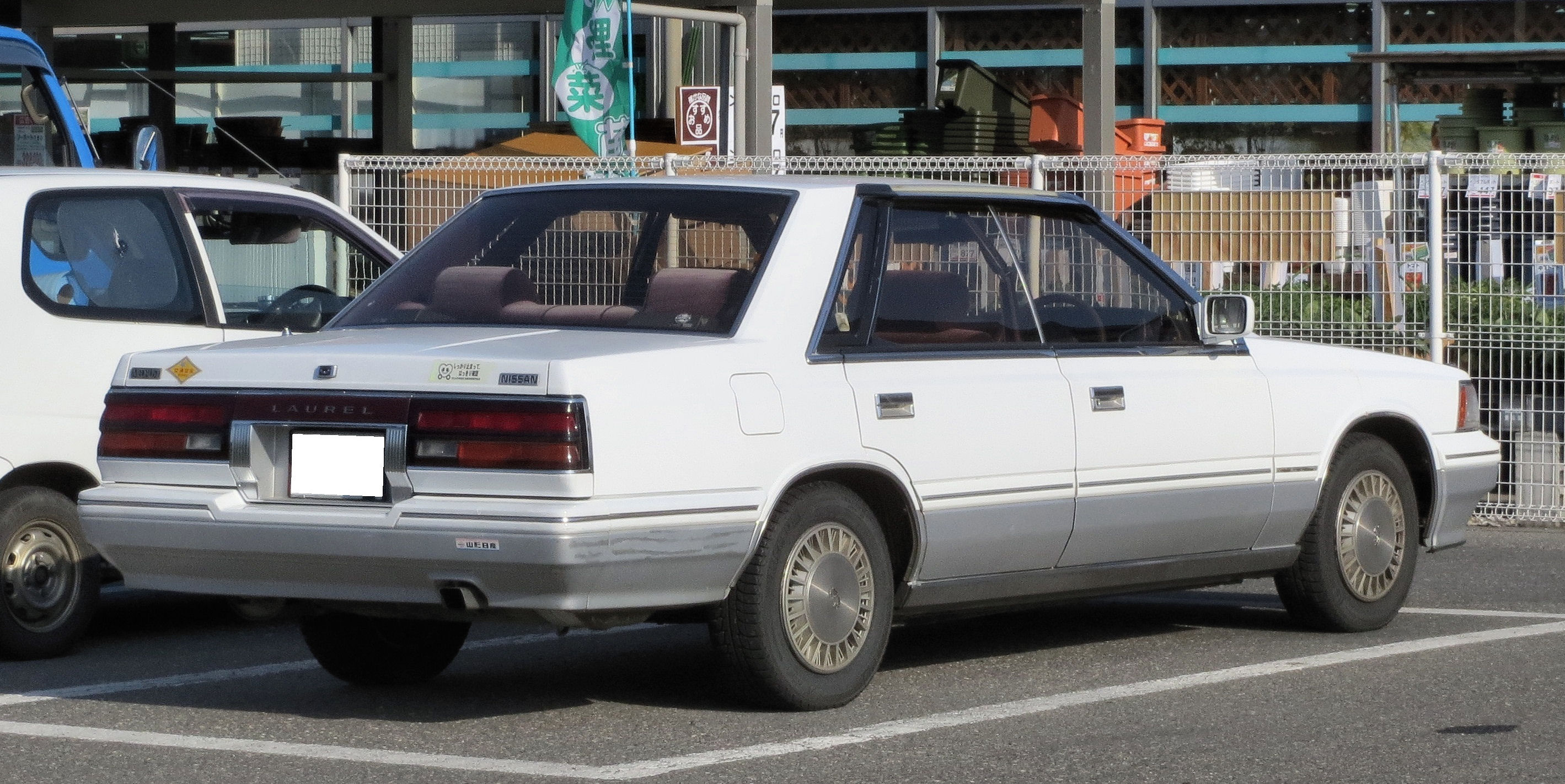
Heckansicht

Ende 1987 erfolgte ein Facelift mit Änderungen an Stoßstangen, Scheinwerfern und Heckleuchten, wurde in Deutschland aber nur noch mit dem 2,8 l-Diesel angeboten. Der Laurel wurde in Deutschland auch gerne als Taxi eingesetzt.
Nachfolger auf dem europäischen Markt war ab Anfang 1989 der Nissan Maxima, der jedoch nicht die Popularität des Laurel erreichte.

## Laurel (C33, 1989–1993)
Im Januar 1989 debütierte der Laurel C33, den es wiederum als viertürige Limousine und als Hardtop-Limousine gab. Noch immer diente der 1,8-Liter-Vierzylinder als Basismotor, daneben gab es einen Zweiliter-Sechszylinder mit einer oder zwei obenliegenden Nockenwellen und als DOHC-Turbovariante, ferner den bekannten sechszylindrigen Dieselmotor mit 2,8 Litern Hubraum.
Anfang 1991 kam zusätzlich ein 2,5-Liter-DOHC-Reihensechszylinder mit Fünf-Stufen-Automatik ins Angebot. Die Motoren leisteten jetzt bis zu 151 kW/205 PS.

## Laurel (C34, 1993–1997)
Mit dem im Januar 1993 vorgestellten Laurel C34 entfiel die Hardtop-Limousine; einzige angebotene Karosserieform war nun die gewöhnliche B-Säulen-Limousine. Auch der Vierzylinder entfiel; angeboten wurde der Zweiliter-Sechszylinder in zwei Versionen (SOHC und DOHC), der DOHC-2,5-Liter und der 2,8-Liter-Dieselmotor. Die Top-Version des Laurel C34 hatte eine RB25DET-Maschine mit 173 kW/235 PS.

## Laurel (C35, 1997–2002)
Im Juni 1997 feierte die achte und letzte Ausführung des Laurel ihre Premiere. Das Angebot wurde weiter ausgedünnt und umfasste nur noch Varianten mit dem DOHC-Zweiliter, dem 2,5-Liter-Benziner und dem 2,8-Liter-Diesel. Die Leistung der Limousine betrug bis zu 206 kW/280 PS.
Ende 2002 wurde der Laurel aus der Produktion genommen. Nach 34 Jahren Produktionszeit wurde er vom Nissan Teana abgelöst.